# Край (фильм)
«Край» — российский драматический фильм режиссёра Алексея Учителя. Первоначальные названия: «Густав», «Поезд». Главные роли в фильме исполнили Владимир Машков и Аньорка Штрехель. Премьерный показ фильма состоялся 9 сентября 2010 года на кинофестивале в Торонто. В России лента вышла в прокат 23 сентября 2010 года. Был показан на других различных кинофестивалях, в том числе в Варшаве, Салониках, Марракеше и Лез Арке.
Получил четыре награды «Золотой орёл». Номинировался на премию «Золотой глобус» как «лучший фильм на иностранном языке», но статуэтку не получил. Как претендент на попадание в ту же номинацию премии «Оскар» выдвигался от России, но не прошёл отбор.

## Сюжет
Действие картины начинается в сентябре 1945 года. На далёкую сибирскую железнодорожную станцию Край приезжает демобилизованный танкист, в прошлом паровозный машинист Игнат (Владимир Машков). В пристанционном посёлке живут ссыльнопоселенцы, которые во время войны, оказавшись на оккупированных территориях, были угнаны на работы в Германию и там находились в немецких лагерях или работали на немецких граждан в качестве слуг или рабочих. Все они заняты на лесозаготовках. Советскую власть представляет бывший фронтовик, инвалид без правой руки Колыванов (Алексей Горбунов).
К станции ведёт двухпутная железнодорожная ветка широкой колеи. Лес вывозится на платформах, которые ссыльные грузят вручную. На вывозе задействованы два паровоза: один из них — Эу 683-32, приписанный к крошечному депо на станции Край, второй — Эр 766-41, приписанный к другому депо (очевидно, расположенному на другой станции), водит его машинист-армянин Саркисян. Игнат требует у Колыванова отдать паровоз ему, паровозному машинист-профессионалу, знающему своё дело лучше других. Колыванов возражает ему, так как тот — машинист списанный, имел контузии и страдает припадками, но Игнат требует своего, угрожая уехать из посёлка, так как он не ссыльнопоселенец, а вольнонаёмный и, кроме того, — воин-победитель.
Впоследствии Игнат рассказывает, что в довоенные годы водил паровоз ИС, и называет даже рекорд скорости, который ему удалось установить, — 163 км/час, правда, он при этом превысил котловое давление, а паровоз сошёл с рельсов.
Игнат быстро сходится с красавицей Софьей, воспитывающей спасённого ею в Германии немого мальчика Пашку. Чтобы доказать своё мастерство, Игнат устраивает гонки на паровозах с Саркисяном. Гонки чуть не заканчиваются катастрофой, в результате чего Колыванов отказывает Игнату в получении своего паровоза. Несколько позже обескураженный Игнат узнаёт от местного жителя — спекулянта Вовки — о забытом паровозе, стоящем на острове за разрушенным мостом. Игнат отправляется в указанное место и действительно находит там заброшенный паровоз и одичавшую немку Эльзу — дочь немецкого инженера, работавшего в Сибири ещё до войны. Девушке удалось бежать во время ареста её отца и его помощника Густава сотрудниками НКВД по обвинению во вредительстве после того, как во время ледохода обрушилась часть построенного ими железнодорожного моста на остров. Чтобы дать Эльзе возможность спастись, её отец и Густав, безоружные вступают в схватку с чекистами и погибают, причем отца Эльзы убивает из пистолета командир НКВДэшников. Все эти годы она, подобно Робинзону Крузо, провела одна на таёжном острове. Она не говорит по-русски и ничего не знает о войне. Эльза жила в находившемся на острове небольшом паровозе, который назвала «Густав». Игнат и Эльза строят из пары рельс, досок и веревок хлипкий мост, разрушившийся после первого же проезда по нему, но им удаётся пригнать паровоз на станцию. Несмотря на ненависть к немцам, Игнат берёт Эльзу под опеку.
Вскоре у Игната появляется чувство к Эльзе. Услышав её немецкую речь, мальчик Пашка внезапно начинает говорить — тоже по-немецки. Эльза и Пашка начинают дружить. В женской бане происходит драка между Софьей и Эльзой. На помощь Софье бросаются остальные женщины, но немке удаётся отстоять своё положение в посёлке.
Для повышения скорости Игнат установил на паровозе воздушный обтекатель, сделанный им из украденных листов кровельного железа. Эльза хочет написать на обретённом Игнатом паровозе немецкое имя «Gustav», которым она все эти годы звала паровоз. После ссоры Игнат идёт на компромисс, и паровоз получает это имя, но в русском написании: «Густав». Жители Края, видя паровоз с немецким именем, приходят в ярость, и лишь начавшийся пожар в местной бане отвлекает их от расправы над Игнатом и Эльзой.
Страсти накаляются с приездом «Фишмана», майора НКВД (Сергей Гармаш), некогда убившего отца Эльзы. Узнав о происходящем в посёлке, он забирает Пашку и Эльзу. Софья не хочет отдавать приёмыша. Чекист убивает Софью, сажает Эльзу и Пашку в вагон-теплушку и готовится уехать. Но машинист паровоза, на котором приехал майор, не желает подчиняться последнему и уходит с рабочего места. Тогда офицер сам трогает локомотив с места и уезжает. Вдогонку на своём паровозе бросается Игнат. Жители посёлка отправляются следом на другом паровозе. Игнату удаётся догнать паровоз майора. В перебранке выясняется, что «Фишман» — имя не чекиста, а его паровоза, придуманного по буквам ФШ-М, нанесенным на борт. Хотя «Фишман» значительно мощнее «Густава», Игнату удаётся обогнать паровоз чекиста и «подрезать» его на стрелке. Происходит столкновение. Когда облака пара рассеиваются, выбравшийся из кабины «Густава» Игнат показывает чекисту снятый со своего паровоза скоростемер, застывший на рекордной цифре 75 км/ч, а потом бьёт изумлённого НКВД-шника этим прибором по голове. Повредившись от удара рассудком, чекист уезжает на велосипеде по шпалам, забыв, видимо, зачем он вообще сюда приехал.
В финале Игнат, Пашка и Эльза едут в новую жизнь на дрезине. За кадром голос Эльзы на русском языке с акцентом рассказывает, что впоследствии она родила Игнату троих детей, Пашка ходит в школу и поёт в хоре. Дома она разговаривает, а на людях ей приходится притворяться немой, чтобы своим немецким акцентом не вызывать в окружающих ненависть к себе и не создавать подозрений со стороны НКВД. По её словам, «у нас убогих не обижают».

## В ролях
| Актёр             | Роль         |
| ----------------- | ------------ |
| Владимир Машков   | Игнат        |
| Аньорка Штрехель  | Эльза        |
| Юлия Пересильд    | Софья        |
| Сергей Гармаш     | майор Фишман |
| Алексей Горбунов  | Колыванов    |
| Вячеслав Крикунов | Степан       |
| Александр Баширов | Жилкин       |
| Евгений Ткачук    | Борька       |
| Владас Багдонас   | Буткус       |
| Анна Уколова      | Матильда     |
| Рубен Карапетян   | Саркисян     |
| Вадим Яковлев     | фельдшер     |
| Аксель Шрик       | Ханеке       |
| Тимм Пелтнер      | Густав       |
| Борис Лапидус     | кочегар      |
| Татьяна Рябоконь  | Головина     |
| Леонид Орликов    | Пашка        |

## История создания
Изначально фильм должен был называться «Густав». Алексей Учитель в одном из интервью рассказал, что название поменяли, так как создатели фильма рассчитывали прокатывать данный фильм в Германии, а там, по словам немецких коллег, название «Густав» ассоциируется с одноимённым кораблём, который потопил Александр Иванович Маринеско. Это был корабль-госпиталь, и там находилось десять тысяч раненых офицеров и солдат. Поэтому немцы ошибочно могли подумать, что картина — про тот самый корабль. На самом деле, Алексей Учитель допустил историческую ошибку. Александром Маринеско был потоплен военный транспорт «Вильгельм Густлофф» («Wilhelm Gustloff»), и пассажирами на нём были не «десять тысяч раненых офицеров и солдат».
Первоначально Учитель собирался снимать картину в Сибири, в Кемеровской области, но возникли сложности с переправкой туда техники. Весь процесс работы над фильмом занял 2,5 года: год писался сценарий, четыре месяца шла подготовка к съёмкам, восемь месяцев съёмок и полгода делался постпродакшн. Сценарий переписывался 109 раз (такое огромное число Учитель объясняет тем, что где-то на семидесятой версии им стало интересно вести статистику, и они, даже исправляя несколько слов, считали это за новый вариант сценария), и над его редактированием и шлифовкой трудилась вся съёмочная группа: каждый имел право высказаться, Александр Гоноровский сразу вносил изменения, совместными усилиями было придумано несколько новых сцен; плюс уже во время съёмок каждый из актёров вносил что-то новое в образ своего героя.
Непосредственно съёмки шли с сентября 2008 года по май 2009 года под Большой Ижорой (Ленинградская область), где построили декорации таёжного посёлка, сцены с разворотным кругом снимались на станции Приозерск. Режиссёр отмечает несколько очень сложных сцен фильма, он сказал: «Снимать „Край“ было очень тяжело, какую сцену не возьми». К постельным сценам шла долгая психологическая подготовка, и они снимались с одного дубля. Для эпизода, где герой Сергея Гармаша проходит вдоль строя из четырёхсот человек, каждое лицо в массовку подбиралось отдельно (по словам Учителя, «они на месяц за свой счёт оформили на работе больничные бюллетени»). В сцене, в которой герой Евгения Ткачука выбегает из бани с полуголой женщиной, баня горела по-настоящему, а женщину сыграла участница массовки (при съёмках этого эпизода она получила небольшой ожог спины). На самом деле тонул Владимир Машков, а вода, в которую он погружался с Аньоркой Штрехель, была очень холодная. Сцена, в которой паровоз выезжает на мост и под ним всё трещит и ломается, снималась по-настоящему, без каких-либо спецэффектов.
В картине практически отсутствует компьютерная графика, и в качестве паровозов снимались настоящие довоенные локомотивы, восстановленные и предоставленные для съёмок ОАО «РЖД» (паровозы за время съёмок были доведены до плачевного состояния и нуждались в капитальном ремонте, так как все гонки были реальными). Это товарный паровоз Эу683-32, построенный Харьковским паровозостроительным заводом в 1928 году, товарный паровоз СО18-2018, построенный Ворошиловградским паровозостроительным заводом в 1941 году, который участвовал в Сталинградской битве, и паровоз серии Ов324, выпущенный Невским заводом ещё в 1905 году.
Часть съёмок прошла на трассе Санкт-Петербург — Псков. Руководство «РЖД» ради одного из эпизодов согласилось перекрыть часть дороги. Сибирская растительность снималась в Карелии. По словам режиссёра, большое внимание уделялось деталям: например, женщины, чтобы выглядеть достовернее в банной сцене, не брили волосы подмышками и в интимных местах.
На роль Игната Алексей Учитель выбирал актёра следующим образом: прочитал сценарий первый раз и сразу позвонил Машкову, который сказал, что сценарий нужно отправить его агенту; режиссёр настроился ждать две недели, но в тот же день актёр перезвонил и дал согласие на роль. Дальнейший кастинг актёров проводился с участием Владимира Машкова. Режиссёр считает Машкова не только исполнителем главной роли, но и соавтором фильма. Потому что он делал очень много предложений, которые Учитель с радостью использовал; он без дублёров водил паровоз и совершал сложные трюки, один из которых — падение с 20‑метровой высоты без страховки на картонные коробки.
Сложнее всего, по словам режиссёра, было подобрать актрису на роль Эльзы. Изначально планировалось, что героине будет 16-17 лет. Но, даже связавшись с несколькими агентствами в Германии, подходящую актрису найти не удалось. Начали искать актрис постарше. Пробовались более 20 девушек, которых находили в театрах, школах и ВУЗах Берлина. Пробовались и русские девушки. В итоге, Учитель случайно увидел фотографию Аньорки Штрехель в каталоге на кинофестивале в Карловых Варах, где он представлял свой фильм «Пленный».
Предполагалось, что в фильме будет сниматься Армен Джигарханян.
Выбор Дэвида Холмса композитором фильма также оказался несколько случайным. Режиссёр встретил ирландского музыканта на Каннском кинофестивале и обрисовал в двух словах свой будущий фильм. Композитор неожиданно согласился на сотрудничество, но запросил слишком большую сумму гонорара. В итоге, удалось найти компромиссную сумму, и с Холмсом подписали контракт.
Бюджет фильма составил около 12 млн долларов. Государство при этом в финансировании участия не принимало.

## Выход на экраны
Международная премьера фильма состоялась 9 сентября 2010 года в Канаде на кинофестивале в Торонто. 23 сентября вышел в прокат на украинских экранах тиражом 45 копий, в Казахстане и на 769-ти экранах в России. На Украине фильм стартовал со второго места по кассовым сборам, заработав в первый уикенд $74 342; за всё время проката фильм посмотрели около 65 тыс. украинцев, а общая касса в итоге составила более $250 000. В России картина в первый же уикенд вырвалась в лидеры проката, заработав на старте $1 962 646 и продержавшись в двадцатке самых кассовых фильмов 4 уикенда; общее число зрителей в России — 854 253, а российская касса фильма составила более 5 млн долларов. Тем не менее, лента провалилась в прокате, не отбив даже производственные затраты.
После широкого проката фильм был отобран ещё на несколько крупных кинофестивалей. 9 октября 2010 года показ состоялся на открытии Варшавского кинофестиваля. Затем, 6 декабря, на кинофестивале в Фессалониках. В Марокко на кинофестивале в Марракеше — 8 декабря. И 14 декабря картина была показана во Франции на международном кинофестивале в курортном городе Лез Арк, где «Край» получил приз жюри. Также, в последних числах ноября 2010 года фильм демонстрировался в Берлине в рамках недели российского кино. В середине января 2011 года в российских и зарубежных СМИ появилась информация, что картина Алексея Учителя выйдет в американский прокат весной 2011 года.
21 октября 2010 года фильм был выпущен на DVD и Blu-Ray компанией «Мистерия звука». Издание содержит английские субтитры и 30 минут кадров со съёмок фильма. DVD издание также содержит CD с саундтреком.

## Критика и отзывы
Фильм получил различные отзывы российских критиков: тон рецензий колебался от разгромных до восторженных. Но, по большей части, рецензенты, всё-таки, заняли благосклонную позицию по отношению к картине Алексея Учителя. По мнению критиков, «больше всего в картине поражают масштабы и эмоциональность, которой удалось добиться совместно режиссёру и актёрам».

### Режиссёр о фильме
Сам режиссёр так отозвался о своей картине: «Я впервые снимал картину, которая, мне кажется, тронет всех и будет интересна зрителю от 5 лет до глубокой старости. И если будут слёзы, смех и другие разнообразные эмоции, я буду счастлив». «Для меня это очень необычная картина, — признался Учитель, выступая перед публикой после окончания допремьерного показа в Москве. — Прежде всего, необычна она своим замыслом, масштабами и постановкой». Режиссёр отдельно выделил и «роль» паровозов. «Мне иногда казалось, что это „живые существа“. Они „злились“, сходили с рельс, а когда мы снимали последний кадр, один из паровозов, несмотря на то, что он был на тормозе, поехал, и только профессиональный машинист смог его остановить, а то могло произойти нечто страшное», — уточнил Учитель. В интервью газете «Собеседник» режиссёр рассказал, что не стремился снять этот фильм для узкого круга интеллектуалов, но стремился сделать его одновременно и высокохудожественным, и понятным каждому зрителю.

### Мораль и идея фильма
Российский кинокритик Андрей Плахов написал, что в интернете фильм обвиняли в антисоветчине и русофобии — это, по его мнению, лишь ересь анонимных психоаналитиков. Критик считает его не консервативно-патриотическим блокбастером, а очередным российским авторским кино. Это миф, который «не имеет ни исторического времени, ни точной географии. Важной, но не главной оказывается мысль о том, что простые люди — будь они победителями или побеждёнными — остаются прежде всего жертвами. Вероятно, изначальной для этого замысла была всё же фольклорная байка о машинистах, одержимых манией скорости, а какой русский не любит быстрой езды».
Евгений Васильев считает, что «Край» — это пример современного кино о войне, где «отъявленные негодяи — преимущественно соотечественники, зато среди всех противников — полно милашек». Вера Хрусталёва считает, что «в фильме много русского, много присущего национальному характеру, в нём есть наша история, в нём есть наш народ». Она утверждает, что «В „Крае“ нет ни антисоветской, ни антифашистской пропаганды. Это фильм про людей в один из самых непростых для страны периодов».
Андрей Архангельский говорит о другом: «Фильм предпочитает не говорить о величии русского народа впрямую, а делает акцент на суровых деталях быта. В таких фильмах обычно активно лезут в кадр грязные котелки, слышен матерок, стоит махорочный дым и царит ужасающая бедность». По мнению обозревателя, «мораль в фильме получилась всё же не совсем такая, как задумывалась. Во-первых, что в России, чтобы стать свободным, нужно быть не упорным или трудолюбивым, а, напротив, полным отморозком, контуженным на всю голову, не признающим никаких правил и начальств: только так можно счастье найти. Также из фильма становится понятно, что русский любит свободу не в силу каких-то убеждений, а потому, что любой порядок ему тошен». Но в то же время, «это долго отыскиваемый нашим киноискусством компромисс — между свободой и несвободой, между здоровой самокритикой и самолюбованием, между бюджетом и художественностью, наконец, между западным представлением о нас и тем, какими бы мы хотели выглядеть в глазах Запада. Алексей Учитель совершенно, кажется, незаметно достиг того, чего пытались достичь многие: он нашел формулу большого русского кино, которая сегодня устраивает всех».
Юлия Куприна увидела в фильме следующее: «Режиссёр предложил своё видение послевоенного мира. Где суровый быт, насилие и жестокость хоть и выглядят предельно достоверно, всё же не превращают ленту в боевик, но служат поводом поговорить о том, что люди всегда могут понять друг друга. По крайней мере, попробовать понять». А Андрей Исаев говорит, что фильм показывает «конфликт человека, подчиняющего под себя окружающую среду с людьми, предпочитающими подстраиваться под обстоятельства».

### Историзм
Васильев уверен, что «Край» — это яркий пример антиисторизма, который изображает послевоенную действительность не лучше, чем «Приключения Буратино» изображают Италию XVIII века. По его мнению, фильм изобилует историческими шаблонами: «Вульгарная Софья манерами мало чем отличается от пьяной русской туристки на египетском курорте. Танкист-машинист Игнат — чумаз и боевит, похож на бандита из фильма 90-х. Гэбист Фишман — кровав. Это канонический НКВДшник из российского кинематографа последних 20 лет. Представитель малой народности — Баширов — просто чукча из анекдота. Народ, изображённый пунктиром, — дик и страшен, но добрый, добрый такой, жалостливый в душе».
Светлана Степанова тоже не углядела особого историзма в этой картине. По её мнению, в «Крае» попытались совместить два жанра: жёсткое реалистичное кино о трудной послевоенной жизни и современную сказку, где есть место и чудесам техники, и мистике. Это, считает Степанова, у них почти получилось (так как всё волшебство прекрасно объясняется в сценарии), вот только сказочности явный избыток.

### Любовь
«Согласно негласным устоявшимся правилам страстная любовь в современном фильме зачастую начинается со взбучки»: подрались и только потом полюбили друг друга, — считает Васильев. Так получается и в этом фильме, касаемо любви главного героя и немки — но здесь хотя бы развивается всё достаточно постепенно, а вот в отношениях между Игнатом и Софьей всё намного проще: «Чего смотришь? На свиданку приглашаешь? А я живу одна…».
По мнению Михаила Трофименкова, Учителю удалось лишить мелодраму мелодраматизма: никаких скупых мужских слёз, никаких надрывных бабьих истерик, никаких иконок и молитв. Исаев говорит, что «Юлия Пересильд хорошо и ровно сыграла девушку, которой хочется простого женского счастья с приезжим мачо. Почему ей не подходит простой местный машинист, она в краткой, но ёмкой форме объясняет буквально парой слов — „В нем чертей больше“».
Сам Алексей Учитель сказал о любви в своём фильме: «Все персонажи меняются — как в лучшую, так и в худшую сторону, но каждый из них в финале становится совсем другим. Внутренние изменения происходят благодаря любви. Благодаря влюблённости герой Машкова начинает смотреть на мир совсем другими глазами».

### Сценарий
Васильев называет сценарий смелым до бесстыдства и наводнённым множеством нелепостей: полёт волшебного паровоза над пропастью, Эльза-амазонка, кража крыши у представителя советской власти. А Степанова пытается все эти нелепости проанализировать и приходит к выводу, что, например, Эльза теоретически вполне могла выжить одна в лесу, да и мост они вместе с Игнатом тоже могли восстановить, ведь она — дочь инженера, а Игнат — машинист высочайшей квалификации. Правда, считает Степанова, одно из этих событий можно допустить, а вот в два подряд уже верится с трудом. В какой-то мере ситуацию исправляют великолепно прописанные бытовые подробности жизни ссыльных. Но Степанова не понимает некоторые поступки героев, она не видит мотивации для этого, например, в сцене расправы жителей посёлка над главными героями.
Сценарий Александра Гоноровского, считает Плахов, «находится на самом краю твердой земли, то и дело срываясь в омут мифа, легенды, ретросказки». Архангельский утверждает, что в фильме одновременно развиваются несколько линий — одна фантастичнее другой. Фантастическим же образом Машков и немка избавляются от дракона-особиста. Трофименков считает, что сценарий как конструктор «сделай сам» собран из готовых деталей и шаблонов. Он считает, что это сказка, ведь только в ней «контуженый машинист и девочка-зверёк могут вдвоем чуть ли не за день не только оживить умерший на острове паровоз, но ещё и восстановить мост — ровно на то время, которое требуется, чтобы перескочить на паровозе порожистую реку».
Исаева разочаровала вторая половина сценария (повествование, по его мнению, становится неровным) и развязка (особенно судьба Фишмана-Гармаша).

### Символизм и мистика
Васильев углядел следующие символы: «У злого Фишмана на паровозе дым чёрный, а у хорошего Игната дым белый. Русского медведя сначала убили. Потом шкуру содрали, и распяли на жидомасонской пятиконечной звезде. Потом вообще раздавили между двумя паровозами — немецко-власовским „Густавом“ и советско-семитским „Фишманом“. Совместное строительство „Моста дружбы“ представителями немецкого и советского народов призвано символизировать процесс примирения».
Степанова отмечает большое количество мистики в фильме: почти бессмертный медведь; живые и разумные паровозы, которые порой кажутся ярче и интереснее людей, а также принимают непосредственное участие в финальном наказании злодеев; а человек, визита которого жители поселения боялись особенно сильно, оказался отнюдь не человеком. Это, по мнению Архангельского, «местный дракон-опер, который время от времени налетает на поселение вольноотпущенных, забирает самую красивую девушку и уезжает на самом мощном паровозе. В тайге, однако, хозяин не он; тут даже и бюст Сталина какой-то облезлый, и на него капает откуда-то сверху вода».
Трофименков написал: «Край — он и есть край. Не реальное, а мифопоэтическое пространство. Хотя бы потому, что дальше края не сошлют, и потому бушует анархистская вольница поселенцев, и настоящий хозяин этих мест — не человек, пусть даже и майор, как Фишман, а медведь».

### Монтаж, пейзажи, декорации и операторская работа
Степанова отмечает работу оператора: «Бескрайние лесные просторы, убогие бараки ссыльных и гонки паровозов сняты потрясающе». Трофименков также отмечает «сказочную природу фильма». Исаев считает, что особого внимания заслуживают паровозы, которые вызывают восторг не только визуальный, но и прекрасно озвучены. В то же время критик отмечает «не совсем умелый монтаж при достаточно большом количестве отснятого материала». Хрусталёва также восхищается паровозами. Сергей Оболонков к фильму отнёсся довольно прохладно, особенно к гонке на паровозах, но природа, на фоне которой происходят события, вызвала у него положительные чувства.

### Образы героев и актёрская игра
Плахов отмечает, что роль Машкова сыграна в забытых традициях героического советского эпоса — «контуженный воин-победитель, прямо с агитплаката и прямиком из завоёванного Берлина». Архангельский говорит, что если в кадре появляется Машков, то его герой почти всегда будет убеждать всех в том, что самый крутой, даже если для этого придётся угробить несколько паровозов и сжечь посёлок. Образ главного героя, по мнению критика, «заставляет стандарты Голливуда споткнуться о русский ухаб; у нас супергерой на фиг никому не нужен: он мается, не зная как доказать свою крутость, и вынужден самостоятельно искать приключений».
«У каждого героя за плечами угадывается драма», — считает Куприна. «У Игната случаются припадки из-за контузии, Софья не может иметь детей, у Колыванова нет правой руки. Да и вообще всё население посёлка — ущербные враги народа, либо уже отсидевшие, либо ещё не попавшие в расположенные неподалёку лагеря». Главного героя Игната она называет «человеком с тяжёлой рукой, пронзительным взглядом и жёстким характером».
Исаев отмечает достаточно тонкую прорисовку персонажей, у каждого из которых есть как положительные, так и отрицательные качества, но которые также чересчур брутальны: например, для героев нормально дать в морду собеседнику, а затем спокойно продолжать разговор. Машков, по мнению Исаева, в рамках сценария сыграл свою роль отлично, но, всё таки, чересчур прямолинейно и предсказуемо.
Степанова с восхищением отзывается об актёрских работах. Она называет их великолепными и особо отмечает Александра Баширова. Степановой, правда, непонятно, зачем режиссёр заставил Алексея Горбунова по-сибирски окать — это, по её мнению, смотрится не слишком убедительно. Исаев положительно отзывается об игре Алексея Горбунова и Сергея Гармаша: «Отличный театральный актёр Алексей Горбунов сыграл достаточно интересную роль начальника станции, который, с одной стороны, является каким-никаким представителем власти, а с другой стороны, достаточно мягкий человек, который сам боится вышестоящего Фишмана. Сергей Гармаш в роли Фишмана великолепен, впрочем, как и всегда — по-другому он просто не умеет».
Аньорка Штрехель, считает Плахов, отлично вписалась в общий ансамбль. А Исаев и вовсе одаривает немецкую актрису самыми лестными комплиментами: «Она смотрелась очень органично и искренне. Кроме того, её персонаж переживает самые большие метаморфозы — преображение из дикого зверька в женщину».
Хрусталёва говорит, что рассказывать о таланте Машкова — это просто констатировать факты. Из второстепенных ролей она отмечает Сергея Гармаша и Александра Баширова. Открытием Хрусталёва называет Юлию Пересильд, особенно по сравнению с немкой: «Героиня очень неоднозначная — она меняет мужчин, открыто воспитывает сына от немецкого солдата, живёт бесхитростно, с вызовом — русская женщина, при всём ужасе происходящего живущая с гордо поднятой головой. Немка Аньорка Штрехель на её фоне смотрелась очень блекло, но, возможно, это авторская задумка».

### Отзывы международной кинокритики
Деннис Харви на страницах издания «Variety» говорит, что фильм практически не интересуется политикой и несправедливостью. Важнее для создателей фильма, считает автор, сердитый взгляд и суровая мужественность героя, а также история старых паровозов. Харви отмечает, что фильм находится на стыке мейнстрима и артхауса, и полагает, что способен хорошо продаваться на DVD за пределами России.
Колин Харрис поставил «Краю» 4 балла из 10, сказав следующее: «Это качественно снятое высокобюджетное кино с красивыми пейзажами. Однако эта красота не маскирует бессмысленности всей этой истории. Одним словом, странный фильм».
Грег Роблески написал: «Само собой разумеется, что не все заинтересуются русскоязычным фильмом о далёком и едва цивилизованном лагере в Сибири в 1945 году, но если вы всё-таки решите посмотреть данную ленту, то останетесь очень впечатлены картиной, которая достигает баланса между художественностью и смелым реализмом, где находится место и старомодному голливудскому стилю сентиментальной болтовни — всё это делает фильм интересным, а порой и забавным».

## Награды и номинации
- Картина получила четыре награды российской кинопремии «Золотой Орёл» 2010 года: за лучшую режиссёрскую работу (Алексей Учитель), лучшую мужскую роль (Владимир Машков), лучшую женскую роль (Аньорка Штрехель) и лучшую женскую роль второго плана (Юлия Пересильд)[40].
- Фильм «Край» был номинирован на премию «Золотой глобус» в категории «Лучший фильм на иностранном языке», но уступил статуэтку датской ленте «Месть» (Hævnen)[41][42][43].
- В СМИ распространялась информация, что фильм был выдвинут на соискание премии «Оскар» в номинации «Лучший фильм на иностранном языке». Однако это не совсем так: фильм 9 сентября 2010 года был только отправлен российским «оскаровским» комитетом в Американскую киноакадемию в качестве кандидата на выдвижение[44]. Выбор проходил следующим образом: состоялось заседание Комиссии по выдвижению российского фильма на «Оскар» под председательством Владимира Меньшова; рассматривались 11 полнометражных фильмов, вышедших в прокат в период с 1 октября 2009 года по 30 сентября 2010 года, среди которых работы Гарика Сукачёва, Сергея Бодрова, Юрия Грымова, Павла Лунгина и других, однако предпочтение было отдано Алексею Учителю[4]. 13 октября 2010 года американская киноакадемия объявила список всех неанглоязычных фильмов-претендентов на попадание в число номинантов (так называемый лонг-лист или расширенный список, в который вошли 65 картин, в том числе и «Край»)[45]. И только 19 января 2011 года был объявлен короткий список претендентов, состоящий из 9 фильмов, из числа которых 25 января были выбраны 5 номинантов. Но «Край» не попал в короткий список и выбыл из борьбы[46].